# Dominika Słowik

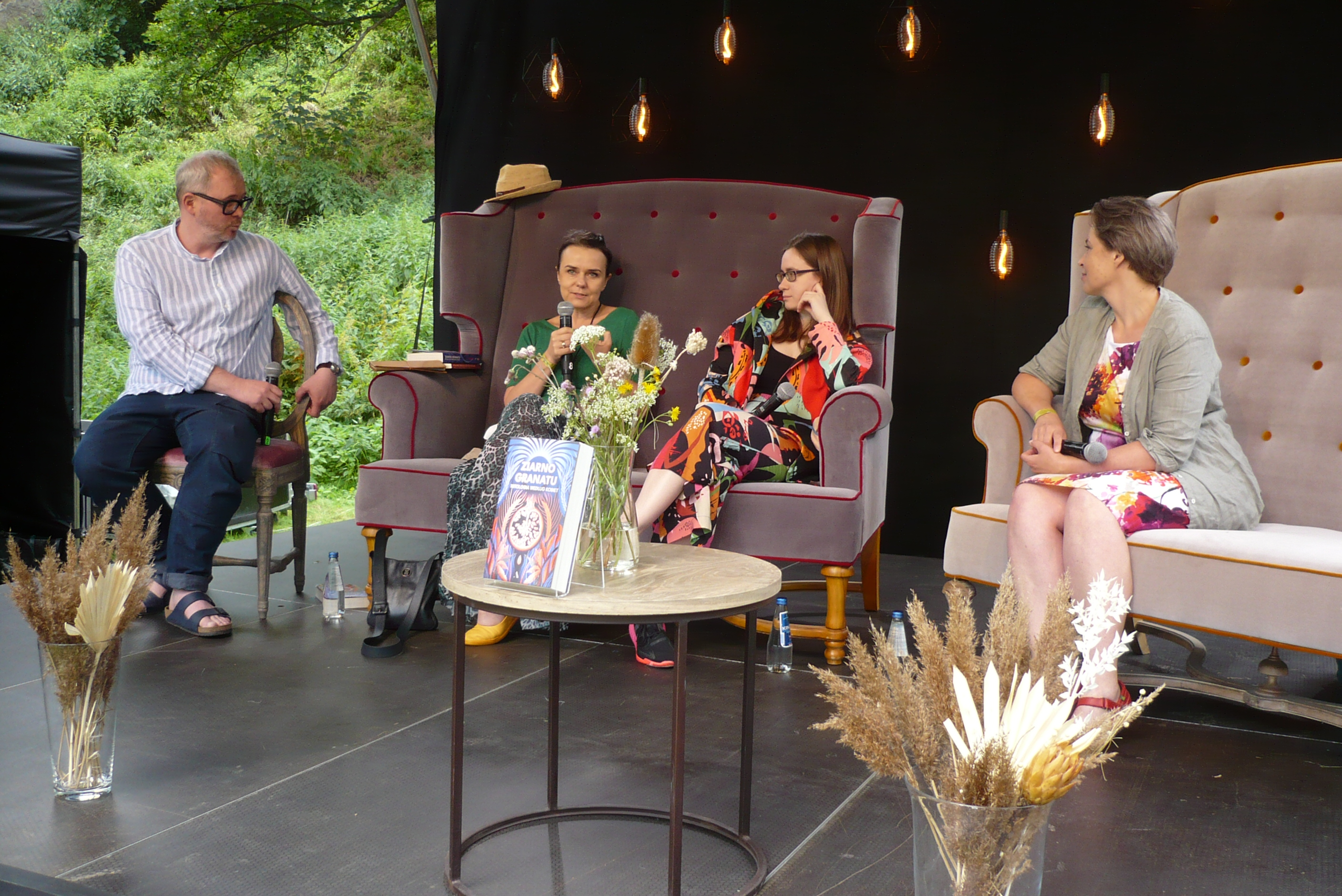
Paweł Goźliński, Julia Fiedorczuk, Dominika Słowik, Barbara Sadurska

Dominika Słowik (ur. 10 września 1988 w Jaworznie) – polska pisarka, laureatka Paszportu „Polityki”.

## Życiorys
Jest absolwentką II Liceum Ogólnokształcącego w Jaworznie. Od 2007 mieszka w Krakowie. Ukończyła filologię hiszpańską w ramach Międzywydziałowych Indywidualnych Studiów Humanistycznych na Uniwersytecie Jagiellońskim.
W 2015 debiutowała powieścią Atlas: Doppelganger, za którą została nominowana do 11. Nagrody Literackiej Gdynia w kategorii proza. Jej druga powieść, Zimowla, została uhonorowana nagrodą Krakowska Książka Miesiąca Stycznia 2020 oraz Paszportem „Polityki” za rok 2019.
Słowik publikowała m.in. w „Akancie”, „Blizie”, „Nowych Książkach”.
Jej opowiadanie pod tytułem Śnieżyca zostało przetłumaczone na angielski. Mieszka w Krakowie.

## Publikacje
- Atlas: Doppelganger (Wydawnictwo Znak, Kraków 2015) – powieść[10]
- Sanatorium (Stowarzyszenie Festiwal Kultury Żydowskiej, Kraków 2016) – opowiadanie wydane jako samodzielna broszura[11]
- Zimowla (Wydawnictwo Znak, Kraków 2019) – powieść
- Samosiejki (Wydawnictwo Literackie, Kraków 2021) – zbiór opowiadań[12]
- Rybie oko (Wydawnictwo Literackie, Kraków 2024) - powieść, ISBN 978-83-08-07979-9